# Paléoarchéen
Stratigraphie
Éoarchéen Mésoarchéen

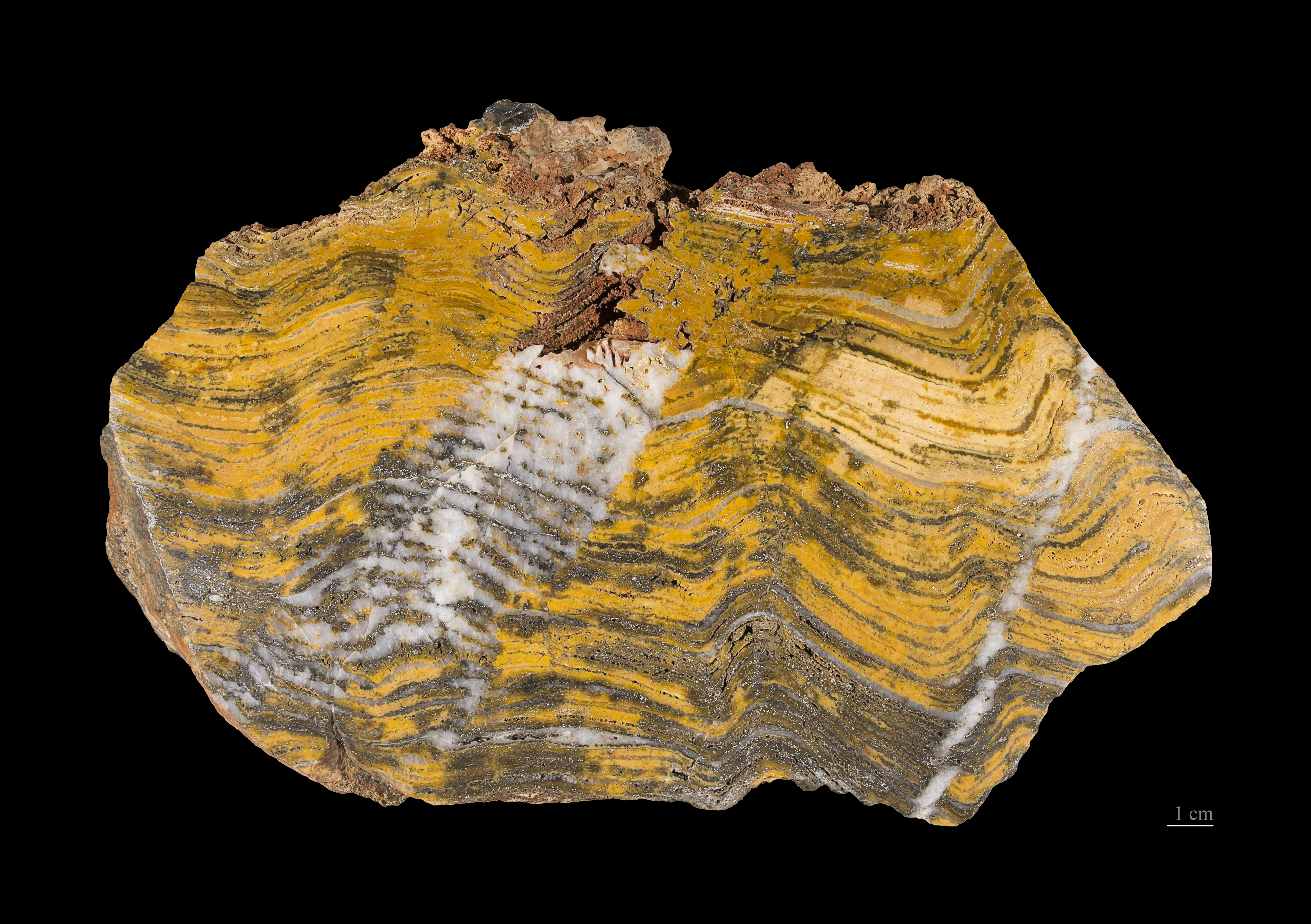
Stromatolithes de Pilbara craton - Australie Occidentale. – Muséum de Toulouse

Sur l'échelle des temps géologiques, le Paléoarchéen est une ère de l'Archéen qui s'étend de -3 600 à -3 200 Ma. La plus ancienne forme de vie connue est une cyanobactérie (procaryote) de 3 460 Ma. C'est elle qui construira les stromatolites fossiles

## Étymologie
Le terme Paléoarchéen est composé des mots palaios (« ancien ») et archios (« ancien ») issus du grec ancien.